# Logik
Mit Logik (von altgriechisch λογικὴ τέχνη logikè téchnē ‚Kunst des Denkens‘, ‚Kunst des Argumentierens‘) wird im Allgemeinen das vernünftige Schlussfolgern und im Besonderen dessen Lehre – die Schlussfolgerungslehre oder auch Denklehre – bezeichnet. In der Logik wird die Struktur von Argumenten im Hinblick auf ihre Gültigkeit untersucht, unabhängig vom Inhalt der Aussagen. Bereits in diesem Sinne spricht man auch von „formaler“ Logik. Traditionell ist die Logik ein Teil der Philosophie. Ursprünglich hat sich die traditionelle Logik in Nachbarschaft zur Rhetorik entwickelt. Seit dem 20. Jahrhundert versteht man unter Logik überwiegend symbolische Logik, die auch als grundlegende Strukturwissenschaft, z. B. innerhalb der Mathematik und der theoretischen Informatik, behandelt wird.

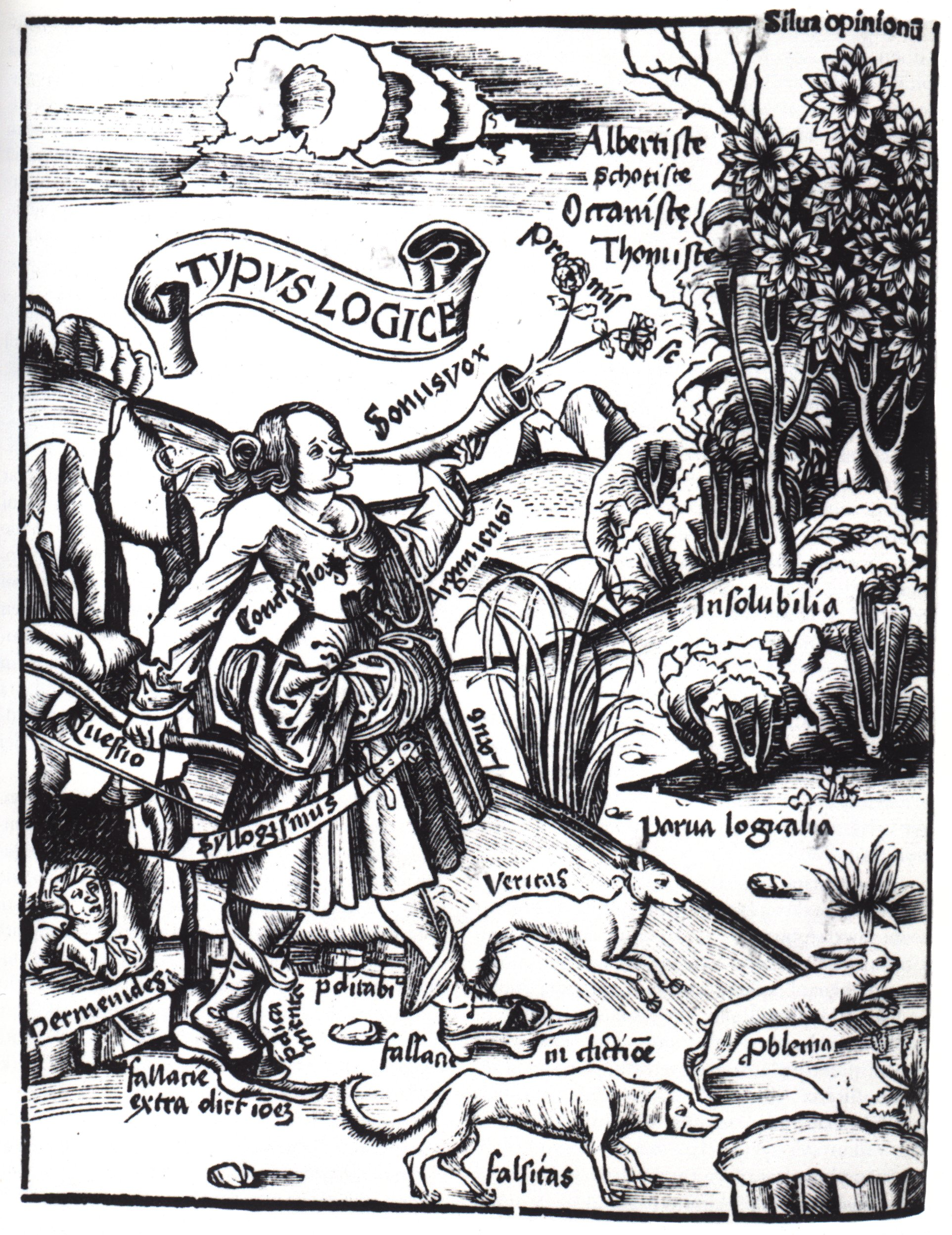
Die beiden Hunde veritas und falsitas jagen den Hasen problema, die Logik eilt mit dem Schwert syllogismus bewaffnet hinterher. Links unten Parmenides, mit dem die logische Argumentation Einzug in die Philosophie hielt, in einer Höhle.

Die moderne symbolische Logik verwendet statt der natürlichen Sprache eine künstliche Sprache (ein Satz wie: „Der Apfel ist rot“ wird z. B. in der Prädikatenlogik als {\displaystyle f(a)} formalisiert, wobei {\displaystyle a} für: Der Apfel und {\displaystyle f} für: ist rot steht) und verwendet streng definierte Schlussregeln. Ein einfaches Beispiel für so ein formales System ist die Aussagenlogik (dabei werden sogenannte atomare Aussagen durch Buchstaben ersetzt). Die symbolische Logik nennt man auch mathematische Logik oder formale Logik im engeren Sinn.

## Unterschiedliche Bedeutungen des Wortes „Logik“
Der Ausdruck „Logik“, im Griechischen  logikè téchnē steht sowohl in der älteren Stoa wie im älteren Peripatos für eine Lehre vom Argumentieren bzw. Schließen, ist in dieser Bedeutung jedoch nicht vor dem 1. Jahrhundert v. Chr. belegt. Der Begriff wurde bereits von dem antiken Stoiker Zenon von Kition geprägt.
Im Deutschen wird das Wort „Logik“ im 19. Jahrhundert vielfach (etwa bei Immanuel Kant oder Georg Wilhelm Friedrich Hegel) auch im Sinne einer Erkenntnistheorie, Ontologie oder einer allgemeinen Dialektik verwendet. Die Logik im modernen Sinne wurde auf der anderen Seite häufig anders bezeichnet, etwa als Analytik, Dialektik oder Logistik. Auch heute noch sind z. B. in der Soziologie Formulierungen wie Logik des Handelns oder der Literaturwissenschaft wie Logik der Dichtung u. Ä. verbreitet, bei denen unter „Logik“ keine Theorie des Folgerns verstanden wird, sondern eine Lehre allgemeiner „Gesetze“ oder Verfahrensweisen, die in einem bestimmten Bereich gelten. Insbesondere in der Tradition der Philosophie der normalen Sprache wurde unter einer „logischen“ Analyse vielfach eine Analyse begrifflicher Zusammenhänge verstanden. Unter dem Titel: „Logik der Forschung“ (Karl Popper, 1935) sind alle oben genannten Verwendungsweisen des Wortes impliziert: die angemessenen methodischen Verfahrensweisen einer jeglichen Wissenschaft, welche wahrhaftige Erkenntnisse zur Folge haben sollen.
Die einleitend dargestellte Verwendungsweise des Ausdrucks „Logik“ ist seit Beginn des 20. Jahrhunderts üblich.
In der Umgangssprache werden Ausdrücke wie „Logik“ oder „logisches Denken“ darüber hinaus in einem sehr viel weiteren oder völlig anderen Sinne verstanden und etwa einem „lateralen Denken“ gegenübergestellt. Ebenso gibt es den Begriff der „Frauenlogik“, „Männerlogik“, der „Affektlogik“ und den Begriff der „Alltagslogik“ – bekannt auch als „gesunder Menschenverstand“ (common sense) – in der Umgangssprache. In diesen Bereichen bezieht sich „Logik“ oft auf Formen des Handelns, der Pragmatik. Ein Argument wird umgangssprachlich als „logisch“ bezeichnet, wenn dieses stichhaltig, zwingend, überzeugend, einleuchtend und klar erscheint. In einem logischen Argument soll die Fertigkeit des Denkens zum Ausdruck kommen.
Auch in gegenwärtigen Debatten ist weithin unbestritten, dass die Theorie des korrekten Folgerns den Kern der Logik ausmacht; umstritten ist jedoch, welche Theorien genau noch zur Logik zu rechnen sind und welche nicht. Strittige Fälle sind etwa die Mengenlehre, die Argumentationstheorie (die sich etwa unter pragmatischer Rücksicht mit Fehlschlüssen beschäftigt) und die Sprechakttheorie.

## Teilgebiete

### Klassische Logik
Von klassischer Logik bzw. von einem klassischen logischen System spricht man genau dann, wenn folgende semantische Bedingungen erfüllt sind:
1. Jede Aussage hat genau einen von zwei Wahrheitswerten, die meist als wahr und falsch bezeichnet werden. Man nennt dieses Prinzip das Prinzip der Zweiwertigkeit oder Bivalenzprinzip.
2. Der Wahrheitswert einer zusammengesetzten Aussage ist eindeutig durch die Wahrheitswerte ihrer Teilaussagen und die Art, wie diese zusammengesetzt sind, bestimmt. Dieses Prinzip heißt das Prinzip der Extensionalität oder der Kompositionalität.

Der Begriff klassische Logik ist mehr im Sinn von etablierter, grundlegender Logik zu verstehen, weil die nichtklassischen Logiken auf ihr aufbauen, denn als historischer Verweis. Vielmehr war es so, dass bereits Aristoteles, sozusagen der klassische Vertreter der Logik, sich sehr wohl mit mehrwertiger Logik, also nichtklassischer Logik, beschäftigt hat.
Die wichtigsten Teilgebiete der formalen klassischen Logik sind die klassische Aussagenlogik, die Prädikatenlogik der ersten Stufe und Logik höherer Stufe, wie sie am Ende des 19. und am Anfang des 20. Jahrhunderts durch Gottlob Frege, Charles Sanders Peirce, Bertrand Russell und Alfred North Whitehead entwickelt wurden. In der Aussagenlogik werden Aussagen daraufhin untersucht, ob sie ihrerseits wieder aus Aussagen zusammengesetzt sind, die durch Junktoren (z. B. „und“, „oder“) miteinander verbunden sind. Besteht eine Aussage nicht aus durch Junktoren verbundenen Teilaussagen, dann ist sie aus Sicht der Aussagenlogik atomar, d. h. nicht weiter zerlegbar.
In der Prädikatenlogik lässt sich auch die innere Struktur von Sätzen darstellen, die aussagenlogisch nicht weiter zerlegbar sind. Dargestellt wird die innere Struktur der Aussagen („Der Apfel ist rot.“) dabei durch Prädikate (auch Aussagefunktionen genannt) (ist rot) einerseits und durch deren Argumente andererseits (Der Apfel); dabei drückt das Prädikat zum Beispiel eine Eigenschaft (rot) aus, die auf sein Argument zutrifft, oder eine Relation, die zwischen seinen Argumenten besteht (x ist größer als y). Der Begriff der Aussagefunktion ist aus dem mathematischen Begriff der Funktion abgeleitet. Eine logische Aussagenfunktion hat genau wie eine mathematische Funktion einen Wert, der aber kein numerischer, sondern ein Wahrheitswert ist.
Der Unterschied zwischen Prädikatenlogik der ersten Stufe und Prädikatenlogik höherer Stufe besteht darin, worüber mittels der Quantoren („alle“, „mindestens ein“) quantifiziert wird: In der Prädikatenlogik erster Stufe wird nur über Individuen quantifiziert (z. B. „Alle Schweine sind rosa“), in der Prädikatenlogik höherer Stufe wird auch über Prädikate selbst quantifiziert (z. B. „Es gibt ein Prädikat, das auf Sokrates zutrifft“).
Formal bedarf die Prädikatenlogik einer Unterscheidung zwischen verschiedenen Ausdruckskategorien wie Termen, Funktoren, Prädikatoren und Quantoren. Diese wird in der Stufenlogik, einer Form des typisierten Lambda-Kalküls, überwunden. Dadurch wird zum Beispiel die mathematische Induktion eine gewöhnliche, ableitbare Formel.
Die bis zum 19. Jahrhundert dominante Syllogistik, die auf Aristoteles zurückgeht, lässt sich als ein Vorläufer der Prädikatenlogik verstehen. Ein Grundbegriff der Syllogistik ist der Begriff „Begriffe“; er wird dort nicht weiter zerlegt. In der Prädikatenlogik werden Begriffe als einstellige Prädikate ausgedrückt; mit mehrstelligen Prädikaten lässt sich zusätzlich die innere Struktur von Begriffen analysieren und damit die Gültigkeit von Argumenten zeigen, die syllogistisch nicht fassbar sind. Ein häufig zitiertes intuitiv eingängiges Beispiel ist das Argument „Alle Pferde sind Tiere; also sind alle Pferdeköpfe Tierköpfe“, das sich erst in höheren Logiken wie der Prädikatenlogik herleiten lässt.
Es ist technisch möglich, die formale Syllogistik des Aristoteles so zu erweitern und zu verändern, dass der Prädikatenlogik gleichmächtige Kalküle entstehen. Solche Unternehmungen sind im 20. Jahrhundert vereinzelt von philosophischer Seite her vorgenommen worden und sind philosophisch motiviert, zum Beispiel aus dem Wunsch heraus, auch rein formal Begriffe als elementare Bestandteile von Aussagen ansehen zu können und sie nicht prädikatenlogisch zerlegen zu müssen. Mehr zu solchen Kalkülen und den philosophischen Hintergründen findet sich im Artikel zur Begriffslogik.

### Kalkültypen und logische Verfahren
Die moderne formale Logik widmet sich der Aufgabe, exakte Kriterien für die Gültigkeit von Schlüssen und die logische Gültigkeit von Aussagen (semantisch gültige Aussagen heißen Tautologien, syntaktisch gültige Aussagen Theoreme) zu entwickeln. Hierzu wurden verschiedene Verfahren entwickelt.
Insbesondere im Bereich der Aussagenlogik (aber nicht nur) sind semantische Verfahren gebräuchlich, also solche Verfahren, die darauf beruhen, dass den Aussagen ein Wahrheitswert zugeschrieben wird. Hierzu zählen einerseits:
- Wahrheitstabellen

Während Wahrheitstabellen eine vollständige Auflistung aller Wahrheitswertkombinationen vornehmen (und insofern auch nur im aussagenlogischen Bereich verwendbar sind), gehen die übrigen (auch prädikatenlogisch verwertbaren) Verfahren nach dem Schema einer Reductio ad absurdum vor: Wenn eine Tautologie bewiesen werden soll, geht man von ihrer Negation aus und versucht einen Widerspruch abzuleiten. Hier sind mehrere Varianten gebräuchlich:
- Resolution,
- Baumkalkül oder Beth-Tableaux (nach Evert Willem Beth)

Zu den logischen Kalkülen, die ohne semantische Bewertungen auskommen, zählen:
- Axiomatische Logikkalküle
- Systeme natürlichen Schließens
- Sequenzenkalküle
- Dialogische Logiken

### Nichtklassische Logiken
Von nichtklassischer Logik bzw. einem nichtklassischen logischen System spricht man, wenn mindestens eines der beiden oben genannten klassischen Prinzipien (Zweiwertigkeit und/oder Extensionalität) aufgegeben wird. Wird das Prinzip der Zweiwertigkeit aufgegeben, entsteht mehrwertige Logik. Wird das Prinzip der Extensionalität aufgegeben, entsteht intensionale Logik. Intensional sind zum Beispiel die Modallogik und die intuitionistische Logik. Werden beide Prinzipien aufgegeben, entsteht mehrwertige intensionale Logik. (Siehe auch: Kategorie:Nichtklassische Logik)

#### Philosophische Logiken
Philosophische Logik ist ein unscharfer Sammelbegriff für verschiedene formale Logiken, die die klassische Aussagen- und Prädikatenlogik in unterschiedlicher Weise verändern beziehungsweise erweitern, in der Regel, indem sie deren Sprache um weitere Operatoren für bestimmte Redebereiche anreichern. Philosophische Logiken sind meist nicht von direktem Interesse für die Mathematik, finden aber Anwendung zum Beispiel in der Sprachwissenschaft oder Informatik. Sie behandeln vielfach Fragestellungen, die weit in die Geschichte der Philosophie zurückreichen und teilweise schon seit Aristoteles diskutiert werden, zum Beispiel den Umgang mit Modalitäten (Möglichkeit und Notwendigkeit).
Der philosophischen Logik zugerechnet werden unter anderem folgende Gebiete:
- Modallogik führt modale Satzoperatoren wie „es ist möglich, dass…“ oder „es ist notwendig, dass…“ ein und untersucht die Gültigkeitsbedingungen modaler Argumente;
- epistemische Logik bzw. doxastische Logik untersucht und formalisiert Aussagen des Glaubens, der Überzeugung und des Wissens sowie aus ihnen gebildete Argumente;
- Deontische Logik oder Normenlogik untersucht und formalisiert Gebote, Verbote und Zugeständnisse („es ist erlaubt, dass…“) sowie aus ihnen gebildete Argumente;
- Temporale Logik der Aktionen, die Quantenlogik und andere temporale Logiken untersuchen und formalisieren Aussagen und Argumente, in denen Bezug auf Zeitpunkte oder Zeitabschnitte genommen wird;
- Intensionale Logiken betreffen nicht nur die Extension (Denotation; Bedeutung im Sinne von bezeichneten Elementen), sondern ihre Intension (Sinn/Meaning; Bedeutung im Sinn von bezeichneten Eigenschaften) von Begriffen oder Sätzen.
- Interrogativlogik untersucht Fragesätze sowie die Frage, ob sich zwischen Fragesätzen logische Beziehungen herstellen lassen;
- Konditionalsatzlogik untersucht über die materiale Implikation hinausgehenden „Wenn–dann“-Bedingungen;
- Parakonsistente Logiken zeichnen sich dadurch aus, dass es in ihnen nicht möglich ist, aus zwei widersprüchlichen Aussagen jede beliebige Aussage herzuleiten. Hierzu gehört auch die
- Relevanzlogik, die anstelle der materialen Implikation eine Implikation verwendet, die nur dann wahr ist, wenn ihr Vordersatz für ihren Nachsatz relevant ist (siehe auch das nachfolgende Kapitel)

#### Intuitionismus, Relevanzlogik und konnexe Logik
Die meistdiskutierten Abweichungen von der klassischen Logik stellen solche Logiken dar, die auf bestimmte Axiome der klassischen Logik verzichten. Die im engeren Sinne nicht-klassischen Logiken sind „schwächer“ als die klassische Logik, d. h. in diesen Logiken sind weniger Aussagen gültig als in der klassischen Logik, es sind aber alle dort gültigen Aussagen auch klassisch gültig.
Hierzu gehören die von L. E. J. Brouwer entwickelte Intuitionistische Logik, welche das „duplex-negatio“-Axiom (aus der doppelten Negation einer Aussage p folgt p)
(DN) {\displaystyle \neg \neg p\Rightarrow p}
nicht enthält, wodurch der Satz „tertium non datur“ (für jede Aussage p gilt: p oder nicht-p),
(TND) {\displaystyle \neg p\lor p}
nicht mehr ableitbar ist, der Minimalkalkül Ingebrigt Johanssons, womit der Satz „ex falso quodlibet“ (aus einem Widerspruch folgt eine beliebige Aussage),
(EFQ) {\displaystyle \neg p\Rightarrow (p\Rightarrow q)}
nicht mehr abgeleitet werden kann, sowie die sich hieran anschließenden Relevanzlogiken, in welchen nur solche Aussagen des Schemas {\displaystyle p\Rightarrow q} gültig sind, in denen {\displaystyle p} für {\displaystyle q} kausal relevant ist (siehe Implikation#Objektsprachliche Implikationen). In der Dialogischen Logik und in den Sequenzenkalkülen sind sowohl die klassischen als auch die nicht-klassischen Logiken durch entsprechende Zusatzregeln ineinander überführbar.
Auf der anderen Seite sind Logiken zu erwähnen, die Prinzipien enthalten, die klassisch nicht gültig sind. Der Satz {\displaystyle \neg (p\Rightarrow \neg p)} scheint zunächst einen intuitiv plausiblen logischen Grundsatz auszudrücken: Denn wenn p gilt, so kann p, so scheint es, nicht mehr falsch sein. Dennoch ist dieser Satz in der klassischen Logik kein gültiges Theorem. Insofern die klassische Logik maximal-konsistent ist, d. h. insofern jede echte Verstärkung eines klassischen Kalküls zu einem Widerspruch führen würde, könnte dieser Satz auch nicht als weiteres Axiom hinzugefügt werden. Die konnexe Logik, die der vor-formalen Intuition, die der Satz ausdrückt, gerecht werden will, indem sie ihn als Theorem auszeichnet, muss daher andere klassisch-logische Theoreme zurückweisen. Während also bei intuitionistischer, minimaler und relevanter Logik die beweisbaren Formeln jeweils eine echte Teilmenge der klassisch beweisbaren Formeln sind, ist dagegen das Verhältnis von konnexer und klassischer Logik so, dass in beiden auch Formeln beweisbar sind, die in der jeweils anderen Logik nicht gelten.

#### Mehrwertige Logik und Fuzzylogik
Quer hierzu stehen die mehrwertigen Logiken, in denen das Prinzip der Zweiwertigkeit und oft auch der aristotelische Satz vom ausgeschlossenen Dritten nicht gelten, darunter die dreiwertige und die unendlichwertige Logik von Jan Łukasiewicz („Warschauer Schule“). Zahlreiche Anwendungen in der Steuerungstechnik findet die unendlichwertige Fuzzylogik, während etwa die endlichwertige Logik von Gotthard Günther (Günther-Logik) auf Probleme der sich selbst erfüllenden Voraussagen in der Soziologie angewandt wurde. 

#### Nichtmonotone Logiken
Man nennt ein logisches System monoton, wenn jedes gültige Argument auch dann gültig bleibt, wenn man zusätzliche Prämissen hinzufügt: Was einmal bewiesen wurde, bleibt in einer monotonen Logik immer gültig, also auch dann, wenn man zu einem späteren Zeitpunkt über neue Informationen verfügt. Sehr viele logische Systeme haben diese Monotonie-Eigenschaft, darunter alle klassischen Logiken wie die Aussagen- und die Prädikatenlogik.
Im alltäglichen und auch wissenschaftlichen Schließen werden jedoch oft vorläufige Schlussfolgerungen gezogen, die im streng logischen Sinn nicht gültig sind und die unter Umständen zu einem späteren Zeitpunkt revidiert werden müssen. Zum Beispiel ließe sich aus den Aussagen „Tux ist ein Vogel.“ und „Die meisten Vögel können fliegen.“ vorläufig darauf schließen, dass Tux fliegen kann. Wenn wir nun aber die zusätzliche Information „Tux ist ein Pinguin.“ erhalten, dann müssen wir diesen Schluss korrigieren, denn Pinguine sind nicht flugfähige Vögel. Um diese Art des Schließens abzubilden, wurden nichtmonotone Logiken entwickelt: Sie verzichten auf die Monotonie-Eigenschaft, das heißt ein gültiges Argument kann durch das Hinzufügen weiterer Prämissen ungültig werden.
Dies ist freilich nur möglich, wenn eine andere Konsequenzoperation als in einer klassischen Logik verwendet wird. Ein gängiger Ansatz besteht darin, so genannte Defaults zu verwenden. Ein Default-Schluss ist dann gültig, wenn sich nicht aus einem klassisch-logischen Schluss ein Widerspruch zu ihm ergibt.
Die Schlussfolgerung aus dem gegebenen Beispiel würde dann so aussehen: „Tux ist ein Vogel.“ bleibt die Voraussetzung (prerequisite). Wir kombinieren diese nun mit einer so genannten Rechtfertigung (justification): „Vögel können normalerweise fliegen.“ Aus dieser Begründung schließen wir, dass Tux fliegen kann, solange nichts dagegen spricht. Die Konsequenz lautet also „Tux kann fliegen.“ Erhalten wir nun die Informationen „Tux ist ein Pinguin.“ und „Pinguine können nicht fliegen.“, so ergibt sich ein Widerspruch. Über den Default-Schluss sind wir zu der Konsequenz gelangt, dass Tux fliegen kann. Mit einer klassisch-logischen Schlussweise aber konnten wir nachweisen, dass Tux nicht fliegen kann. In diesem Fall wird der Default revidiert und die Konsequenz des klassisch-logischen Schlusses weiterverwendet. Dieses – hier grob beschriebene − Verfahren wird auch als Reitersche Default-Logik bezeichnet. (Siehe auch die nicht-monotone induktive Bayes-Logik.)

## Wichtige Autoren
- Aristoteles (384–322 v. Chr.):

In den Analytica priora: Entwicklung der bis ins 19. Jahrhundert verwendeten Syllogistik, einer Vorform der Prädikatenlogik.
- Chrysippos von Soloi (281/76–208/4 v. Chr.):

Entwicklung der stoischen Syllogistik, einer Vorform des Aussagenkalküls.
- Cicero (106–43 v. Chr.):

Übertrug die griechische Logik ins Lateinische.
- Gottfried Wilhelm Leibniz (1646–1716):

Erste Ansätze zu einer symbolischen Logik.
- George Boole (1815–1864):

Entwicklung der Booleschen Algebra.
- Charles Sanders Peirce (1839–1914):

Erste Ansätze zur Quantorenlogik, Einführung der Relationslogik, Formulierung einer Theorie der Abduktion.
- Georg Cantor (1845–1918):

Entwicklung der Mengenlehre.
- Gottlob Frege (1848–1925):

Entwicklung der modernen Aussagen- und Prädikatenlogik. Kritik des Psychologismus.
- Edmund Husserl (1859–1938):

Kritik des Psychologismus in der Logik.
- Bertrand Russell (1872–1970):

Entdeckte die Russellsche Antinomie.
- Jan Łukasiewicz (1878–1956):

Entwickelte die polnische Notation, beschäftigte sich mit mehrwertiger Logik.
- Alfred Tarski (1901–1983):

Herausragend sind seine Arbeiten zur Modelltheorie und zur formalen Semantik.
- Kurt Gödel (1906–1978):

Vollständigkeit der Prädikatenlogik. Unvollständigkeit der Peano-Arithmetik.

## Klassische Werke
- Aristoteles: Lehre vom Schluss oder erste Analytik. 3. Auflage. Meiner, Hamburg 1922, ISBN 3-7873-1092-4.
- Gottlob Frege: Begriffsschrift, eine der arithmetischen nachgebildete Formelsprache des reinen Denkens. Halle/Saale 1879. Auszugsweise abgedruckt z. B. in: Karel Berka, Lothar Kreiser, Siegfried Gottwald, Werner Stelzner: Logik-Texte. Kommentierte Auswahl zur Geschichte der modernen Logik. 4. Auflage. Akademie-Verlag, Berlin 1986.
- Gottlob Frege: Logische Untersuchungen. Herausgegeben und eingeleitet von Günther Patzig. 3. Auflage. Vandenhoeck & Ruprecht, Göttingen 1986, ISBN 3-525-33518-0.
- Giuseppe Peano: Notations de logique mathématique. Turin 1894.
- Charles Sanders Peirce: On the algebra of Logic. A contribution to the philosophy of notation. In: The American Journal of Mathematics. 7, 1885.
- Jan Łukasiewicz: Logika dwuwartościowa. In: Przegląd Filosoficzny. 23, 1921, S. 189ff.
- Jan Łukasiewicz, L. Borkowski (Hrsg.): Selected Works. PWN, Warschau 1970.
- Alfred North Whitehead, Bertrand Russell: Principia Mathematica. Cambridge 1910–1913.
- Alfred Tarski: Einführung in die mathematische Logik. 5. Auflage. Vandenhoeck & Ruprecht, Göttingen 1977, ISBN 3-525-40540-5.